# Antelope (Oregon)
Antelope és una població dels Estats Units a l'estat d'Oregon. Segons el cens del 2000 tenia 59 habitants.

## Demografia
Segons el cens del 2000, Antelope tenia 59 habitants, 27 habitatges, i 18 famílies. La densitat de població era de 44,7 habitants per km².
Dels 27 habitatges en un 14,8% hi vivien nens de menys de 18 anys, en un 63% hi vivien parelles casades, en un 3,7% dones solteres, i en un 33,3% no eren unitats familiars. En el 29,6% dels habitatges hi vivien persones soles el 7,4% de les quals corresponia a persones de 65 anys o més que vivien soles. El nombre mitjà de persones vivint en cada habitatge era de 2,19 i el nombre mitjà de persones que vivien en cada família era de 2,72.
Per edats la població es repartia de la següent manera: un 22% tenia menys de 18 anys, un 1,7% entre 18 i 24, un 18,6% entre 25 i 44, un 32,2% de 45 a 60 i un 25,4% 65 anys o més.
L'edat mediana era de 50 anys. Per cada 100 dones de 18 o més anys hi havia 100 homes.
La renda mediana per habitatge era de 40.208$ i la renda mediana per família de 37.500$. Els homes tenien una renda mediana de 30.000$ mentre que les dones 30.417$. La renda per capita de la població era de 17.444$. Aproximadament el 16,7% de les famílies i el 22,2% de la població estaven per davall del llindar de pobresa.

## Poblacions més properes
El següent diagrama mostra les poblacions més properes.